# Kurt C. Volkhart

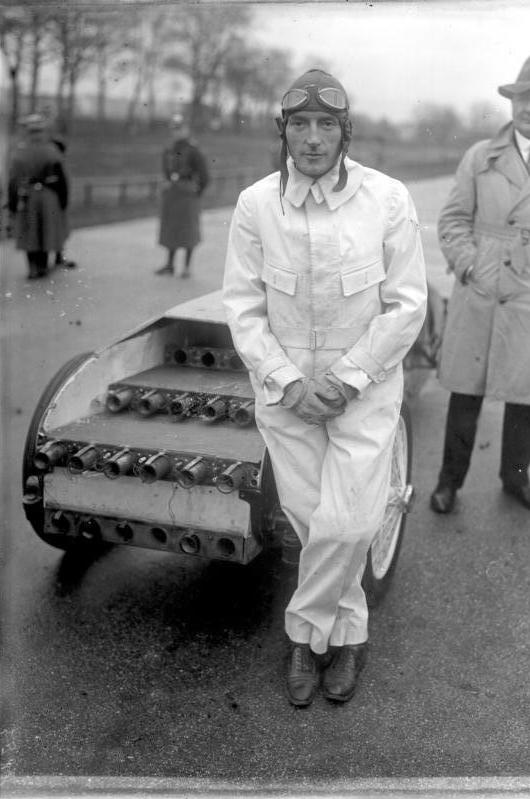
Kurt C. Volkhart mit seinem eigenen Raketenauto auf dem Nürburgring, April 1929

Kurt C. Volkhart (vollständiger Name Kurt Julius Carl Ernst Volkhart, oft auch Curt oder Volkhardt; * 11. Juni 1890 in Düsseldorf; † 19. November 1959 in Bielefeld) war ein deutscher Ingenieur, Konstrukteur, und Rennfahrer. Er war der erste Raketenfahrer der Welt und galt bereits 1928 als einer der Pioniere der Raumfahrt.
Volkhart entwickelte und testete für Opel mit dem Astronomen Max Valier und dem Sprengstoffexperten Friedrich Wilhelm Sander das erste Raketenauto der Welt, den Opel RAK1. Am 12. März 1928 fuhr er erstmals, noch unter Ausschluss der Öffentlichkeit, den „Opel-Sander-Rakwagen 1“. Am 11. April wurde das Fahrzeug erstmals der Öffentlichkeit vorgestellt und die Funktionsfähigkeit bei einer Testfahrt von Volkhart demonstriert.

## Frühe Jahre und Einstieg in Rennsport

1914: Carl Jörns mit seinem Beifahrer und „Schmiermaxe“ Volkhart und dem Opel 12,3-Liter-Rennwagen.

Kurt C. Volkhart war der Sohn des Genremalers und Radierers Max Volkhart und dessen Ehefrau Anna. Er wuchs mit zwei Schwestern in einem künstlerisch geprägten Umfeld in Düsseldorf auf. Eine der beiden Schwestern war die Bildhauerin Claire Volkhart. Seine beiden Großväter waren die in Düsseldorf tätigen Maler Wilhelm Volkhart und Julius Roeting.
Viel ist von den frühen Jahren nicht bekannt, auch nicht, wie Kurt C. Volkhart zu seiner Begeisterung für Automobil-Konstruktionen und die Rennfahrerei kam.
Wie viele europäische Rennfahrer in dieser Zeit zog es ihn in die Vereinigten Staaten. Er reiste im Oktober 1913 nach Amerika, um an den noch üblichen Dirt-Track-Rennen teilzunehmen, und heuerte 1914 unter anderem bei dem Indianapolis Auto Racing Association Team an.
Im Juli startete Volkhart für das Team F. H. Beck auf dem Cedar Valley Fair Grounds Track auf einem Marmon 32.
Im November 1914 kam Volkhart, obwohl der Erste Weltkrieg schon begonnen hatte, mit Hilfe seines in New York lebenden Freundes Hanns Heinz Ewers über Kopenhagen zurück nach Europa.
Während des Krieges war er als Kraftfahrer und Pilot eingesetzt und wurde bei einem Absturz verwundet.

## Entwicklungsingenieur und Rennfahrer

Links der Sieger der ersten Eifelrundfahrt Volkhart und rechts der Zweitplatzierte Noll, beide auf Steiger. (Foto kurz nach der Eifelrundfahrt 1922 auf dem Werksgelände der Firma Steiger)

Nach Ende des Ersten Weltkrieges und Abschluss seines Studiums arbeitete Volkhart als Oberingenieur bei dem damals renommierten Automobilhersteller Steiger und erzielte auf dessen Fahrzeugen große motorsportliche Erfolge. Unter anderem gewann er 1922 eine der wichtigsten Rennsportveranstaltungen dieser Zeit, die Eifelrundfahrt in Nideggen, und verwies seinen Steiger-Teamkollegen Alfred Noll und den noch nicht so bekannten Rudolf Caracciola mit deutlichem Vorsprung auf die Plätze zwei und drei. Alfred Noll und Kurt C. Volkhart waren Vereinsfreunde im damaligen Düsseldorfer Motorsport-Club 05 und arbeiteten und fuhren mehrere Jahre zusammen für Steiger, später Dürkopp. Daneben war Volkhart ab 1921 als Konstrukteur in der Leitung der Kölner Priamus-Automobilwerke tätig.
Mit der aufziehenden Weltwirtschaftskrise wurde die Lage im Automobilsektor und besonders für Steiger schwieriger. Volkhart wechselte wie Noll 1925 zu den Bielefelder Dürkoppwerken und startete wieder als Werksfahrer. Allerdings wurde 1927 auch hier der Pkw-Bau wegen der fortschreitenden Weltwirtschaftskrise aufgegeben und Volkhart wechselte im Frühjahr 1927 zu Opel.

## Opel und der Raketenantrieb
Der Astronom Max Valier gehörte 1927 zu den Gründern des Vereins für Raumschiffahrt in Breslau. Er gilt als der Ideengeber zu einem raketengetriebenen Fahrzeug und sah das als eine Vorstufe zu einem Raumfahrzeug. Valier konnte den Industriellen Fritz von Opel für die Idee gewinnen, der das Projekt mit 30.000 Reichsmark unterstützte. Die Pulverraketen steuerte der Ingenieur Friedrich Wilhelm Sander bei. Von Opel kannte wiederum Kurt C. Volkhart länger, da beide bereits seit Jahren gegeneinander bei Autorennen gestartet waren. Volkhart übernahm als Ingenieur die Entwicklung, Konstruktion und Tests des Opel RAK1.

### Entwicklung und geheime Tests

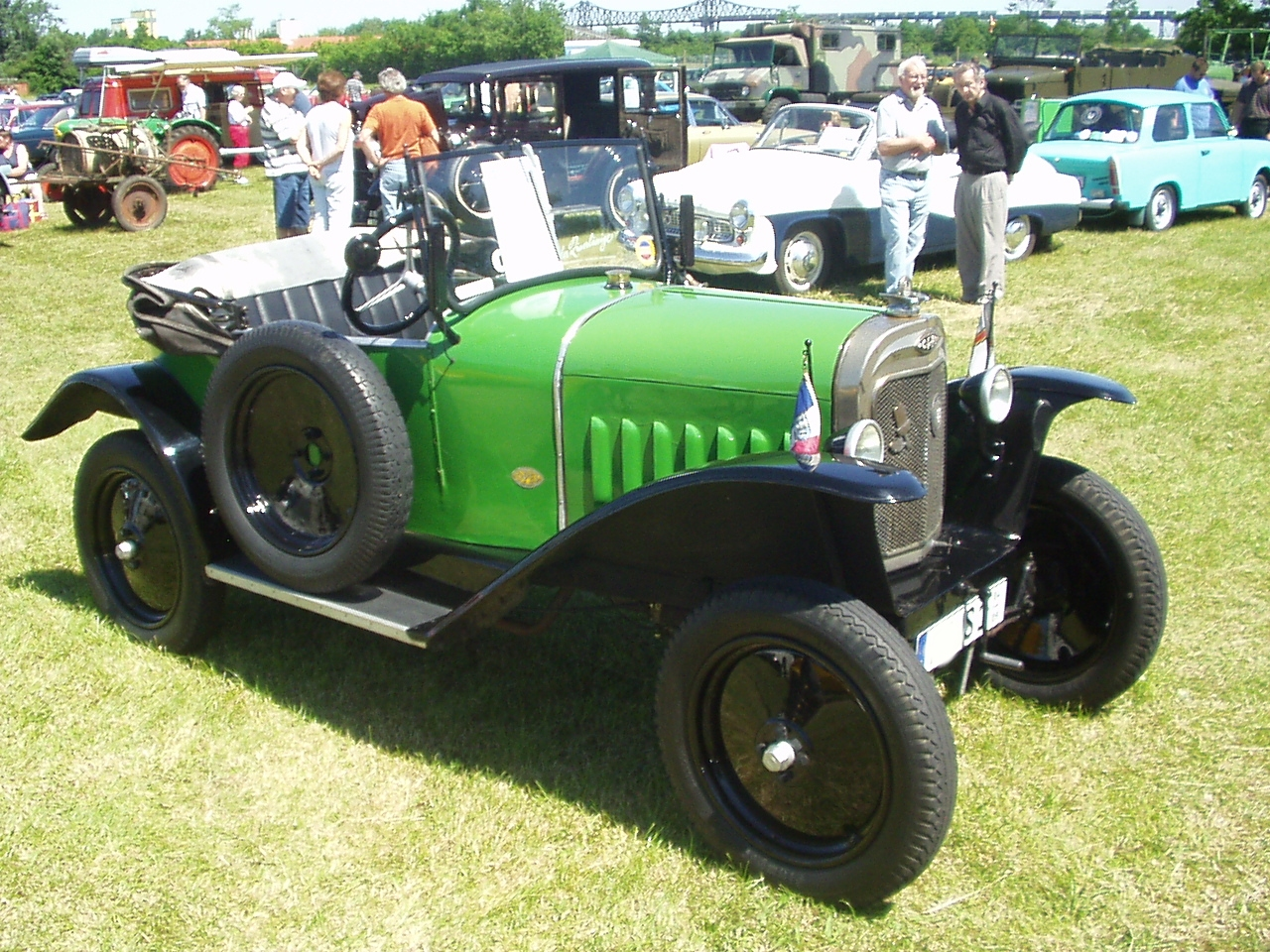
Der erste Raketentest-Prototyp basierte noch auf dem „Laubfrosch“

Der erste Prototyp, nur für interne Tests vorgesehen, basierte noch auf einem Serienfahrzeug von Opel, dem Opel 4/14 PS „Laubfrosch“.
Beim ersten geheimen Test auf der Opel-Rennbahn am 12. März 1928 startete man zuerst mit nur zwei Raketen, einer sogenannte „Seelenrakete“ für den Start sowie einem „Dauerbrander“ für anhaltenden Schub. Die erste Fahrt von Kurt C. Volkhart dauerte nur 35 Sekunden, in denen er lediglich 150 Meter zurücklegte. Nach und nach wurde die Anzahl der Raketen und damit die Schubkraft erhöht. Der letzte Versuch an dem Tag erfolgte dann doch mit Unterstützung des noch vorhandenen Verbrennungsmotors, um den anfänglichen Rollwiderstand zu überwinden. Die Raketen wurden bei ca. 30 km/h gezündet und beschleunigten das Fahrzeug dann innerhalb von 1,5 Sekunden auf 75 km/h, dann zündete die nächste Rakete.
Nach dem erfolgreichen Test wurde von Volkhart und seinem Team, dem Ingenieur Schaberger und den Mechanikern August Becker, Hans Grein und Karl Treber, innerhalb eines Monats der später der Presse vorgestellte RAK1 aufgebaut.
Der RAK1 basierte auf dem kurzen Fahrgestell eines Opel 10/40 PS. Volkhart entwarf dafür eine Monoposto-Karosserie, also eine schmale, einsitzige Rennwagenform. Der Verbrennungsmotor war entfernt worden und anstelle des damals üblichen dominanten Kühlers wurde eine strömungsgünstig spitze Front montiert. An der Vorderachse wurden zwei kleine, 50 bis 60 cm große Tragflächen für zusätzlichen Abtrieb angebracht und in das Heck eine Stahlbox für 12 Raketen eingebaut. Zum Schutz des Fahrers zog man eine Stahlplatte bis in die Kopfstütze und der Sitz wurde bis in die Kopfstütze voluminös mit Sackleinen gepolstert.

### Öffentliche Präsentation

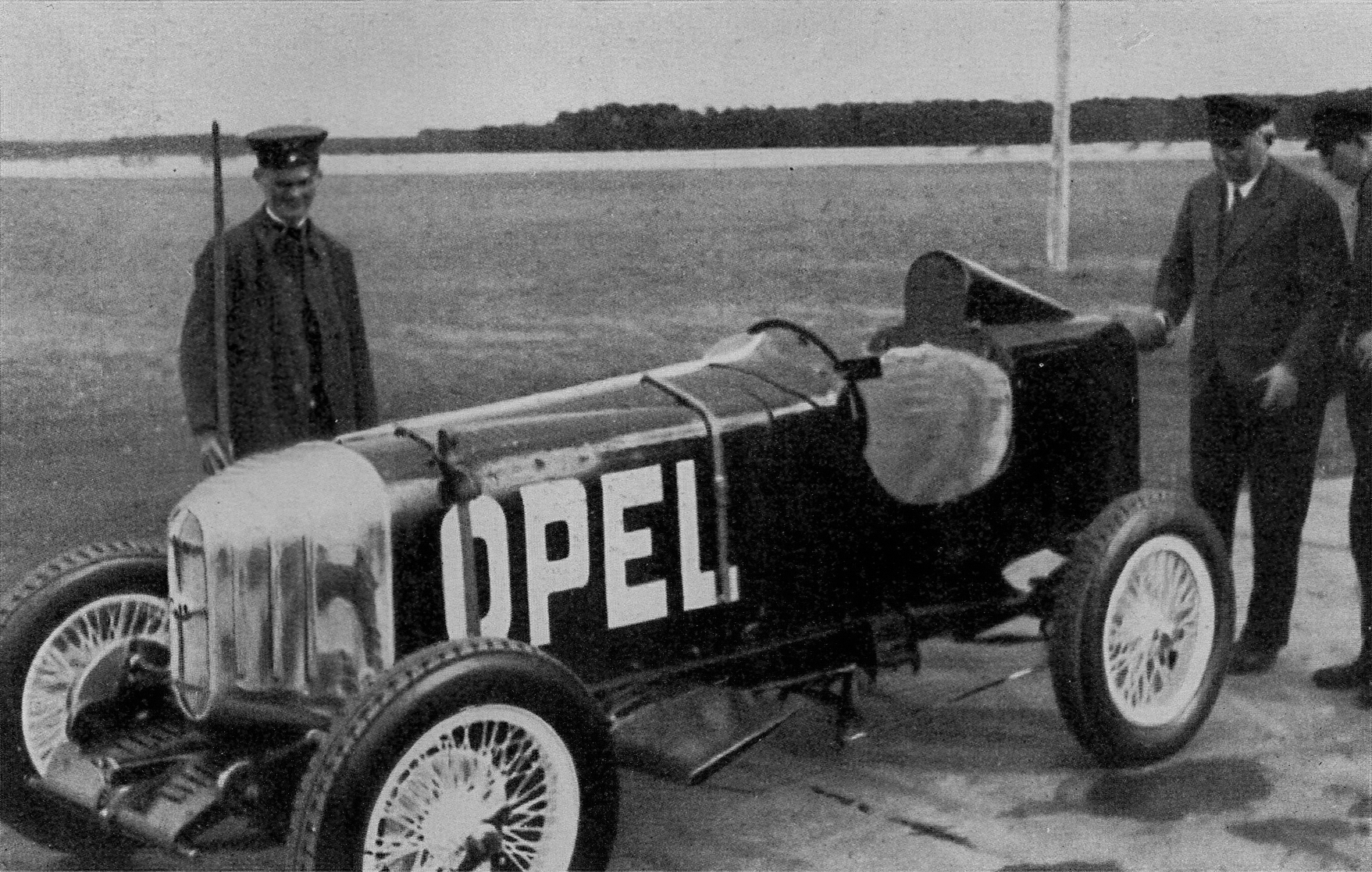
11. April 1928, Opel-Rennbahn: RAK1, rechts am Wagen Sander, der Konstrukteur des Raketenantriebs.

30 Tage später, am 11. April 1928 wurde der Opel RAK1 der Öffentlichkeit und der Presse auf der Opel-Rennbahn präsentiert. Der bekannte Frankfurter Fotograf Paul Wolff dokumentierte mit einem Kino-Aufnahmegerät die Premiere.
Das Fahrzeug wurde dem Publikum detailliert vorgeführt. Unter anderem wurde die Motorhaube geöffnet, um zu zeigen, dass anstelle eines Verbrennungsmotors nur die Zündanlage für die Raketen eingebaut war.
Um 16:30 Uhr hob Volkhart den Arm als Zeichen zum Start, die Raketen zündeten, mit lautem Heulen und viel Rauch startete der Raketen-Wagen RAK1.

„Im Ganzen waren zwölf Raketen in diesem Fahrzeug drin, derart aufgeteilt, dass zur Anfahrt die ersten sechs Dreisekundenbrenner waren und sechs brannten eine Sekunde. Drei Sekunden sollten dem Fahrzeug eine gewisse Anfangsgeschwindigkeit verleihen, die dann, nachdem sie durch die Einsekundenbrenner eine erhöhte Schubkraft hatten, beschleunigt wurde.
Fritz von Opel warnte mich, die Nordkurve, in die Sie gleich kommen werden, lässt höchstens 120 bis 125 km/h zu, wie ich an der Haupttribüne vorbeikomme, habe ich schon 130 km/h drauf und da der Zündapparat der Raketen nicht abstellbar eingebaut war wie beim Auto, wo ich das Gas abstellen kann, so stach ich, ob ich wollte oder nicht, mit 140 in die Nordkurve, und hab es geschafft durchzukommen, sonst wäre ich als Rakete gen Himmel gefahren.“

Die internationale Presse feierte bereits 1928 den Start als Einstieg in die raketengetriebene Raumfahrt.

„Max Valier strebte letzten Endes auf die Loslösung von der Erde. Und zwar hat ja der weitere Verlauf der Entwicklung gezeigt, dass der den man damals für nicht ganz normal hielt den richtigen Weitblick gehabt hat, sich von der Erdschwere zu lösen.“

Bereits nach acht Sekunden überschritt das Fahrzeug die 100-km/h-Marke. Selbst für den erfahrenen Rennfahrer war die Beschleunigung unerwartet:

„… der Druck hat sich unangenehm auf den Magen gelegt!“

Am 17. April startet der nächste Test, Ziel war eine längere Strecke mit einem voll bestückten Raketensatz, mit 12 Seelenraketen zu überwinden. Aber wieder explodierte eine Rakete und das Fahrzeug kam nicht über die 100 km/h hinaus.

### Opel RAK2 und das Zerwürfnis

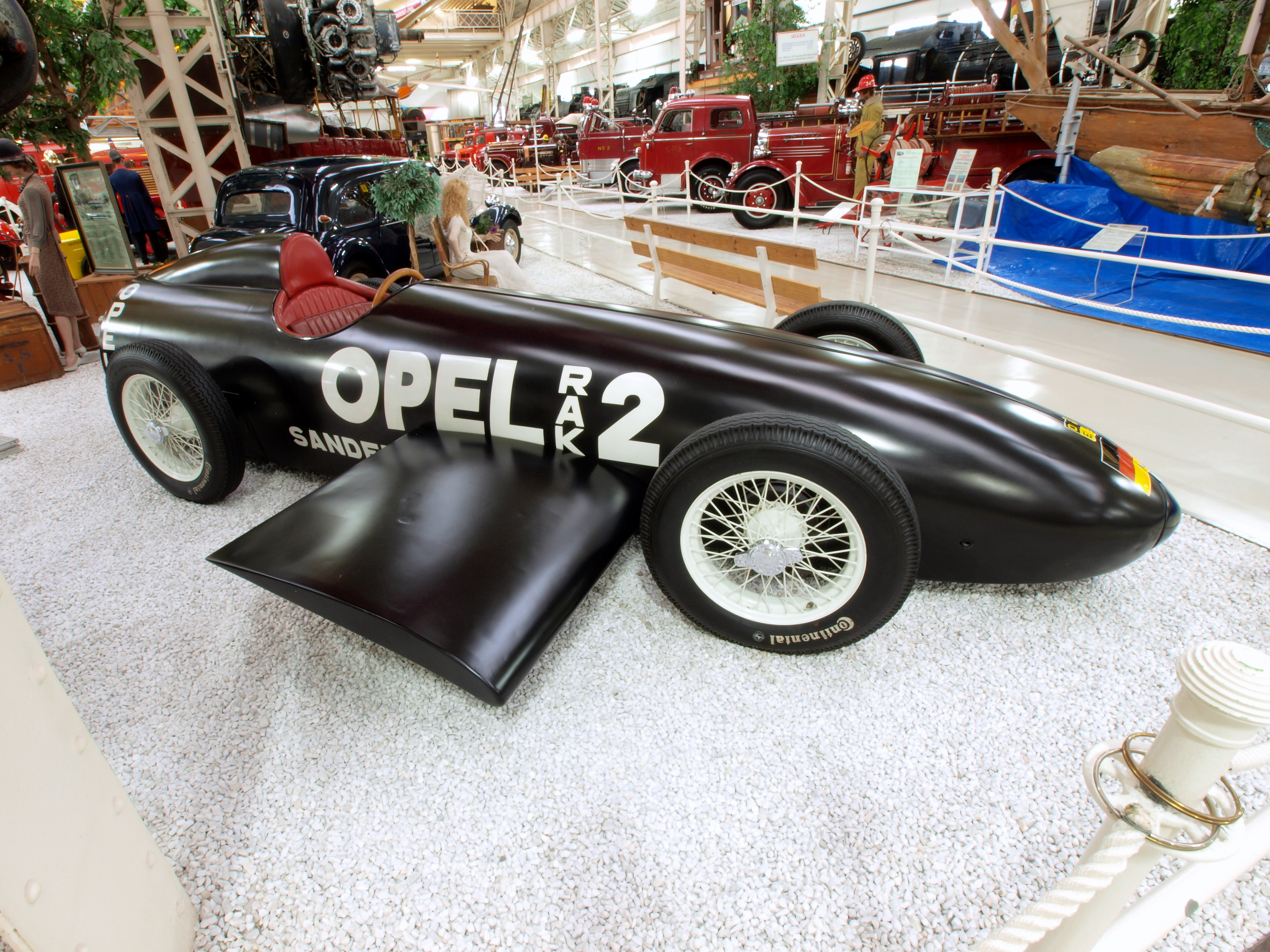
Opel RAK2, den letztlich Fritz von Opel pilotierte

Nach dem großen Erfolg begann sofort die Entwicklung eines stärkeren und größeren Prototyps auf Basis des Opel 10/40 PS, dem Opel RAK2. Auch der RAK2 war eine Konstruktion von Volkhart und war in der Form dem englischen 1927er „Blauen Vogel“ von Malcolm Campbell nachempfunden.
Zwischenzeitlich trennten sich Volkhart und von Opel. Den Rekordversuch mit dem RAK2 auf der AVUS am 23. Mai fuhr Fritz von Opel selbst. Nach der Rekordfahrt trennten sich auch Valier und von Opel.

## Eigene Raketenfahrzeuge

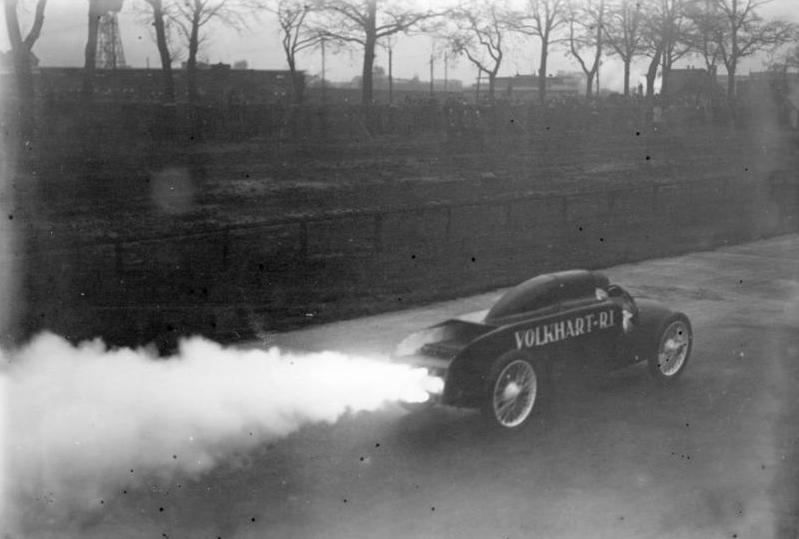
Volkhart in seinem eigenen Fahrzeug auf der AVUS, Dezember 1928

Nach der Trennung von Opel begann Volkhart einen eigenen Raketenwagen zu entwickeln, den Volkhart-R1. Als Basis nutzte Volkhart diesmal einen Rabag, einen Düsseldorfer Lizenznachbau auf Bugatti-Basis. Das Fahrzeug war mit zwei Sitzplätzen mehr auf einen Alltagsbetrieb ausgelegt und hatte eine aerodynamisch günstige, geschlossene Form, war aber noch ebenso wie der RAK1 mit Einweg-Treibsätzen von Sander ausgerüstet.
Am 25. November 1928 stellte Volkhart den Raketenwagen der Öffentlichkeit vor und startete erfolgreich auf der AVUS in Berlin zu einer Demonstrationsfahrt.
Der nächste bekannte Testlauf startete am 1. April 1929 um 14:30 Uhr auf der Start-und-Ziel-Geraden des Nürburgrings, diesmal mit einer Beifahrerin, seiner späteren Ehefrau Karolyn Waldenfels-Schlie. Des Weiteren fuhr Volkhart an dem Tag auch das erste raketengetriebene Motorrad, die Volkhart R-R1.
1929 erlosch das allgemeine Interesse der Öffentlichkeit an raketengetriebenen Fahrzeugen. Am 30. August, beim Heider Herbst-Auto- und Motorradrennen startete ein letztes Mal ein Raketenauto in Deutschland.
Mittlerweile bezeichnete die Presse Volkharts unnachgiebiges Streben nach Geschwindigkeit als „Raketengroteske“ und als „Sensationstod einer technischen Erfindung“. Danach versuchte Volkhart sein Glück noch mal im Ausland und startete am 28. April 1930 in Oslo und endgültig letztes Mal am 30. Juni 1930 in Kopenhagen.
Er widmete sich wieder mehr dem Motorsport und der Konstruktion von konventionellen Fahrzeugen und musste bedingt durch die Wirtschaftskrise seinen Lebensunterhalt mit Gelegenheitsjobs wie Steilwandfahrten auf Volksfesten aufbessern. Sein letztes bekanntes Rennen war im September 1931 beim Hohensyburg-Rundstreckenrennen, spätere Starts sind nicht bekannt.

## Zusammenarbeit mit von Koenig-Fachsenfeld
Mitte der 1930er-Jahre kamen der Hobby-Aerodynamiker Reinhard von Koenig-Fachsenfeld und Kurt C. Volkhart zusammen. Beide arbeiteten bis zur Betriebsschließung 1935 zusammen an Klein- und Rennwagen-Prototypen des Imperia Fahrzeugwerks in Bad Godesberg.
1939, bei Ausbruch des Zweiten Weltkrieges, begannen beide ein neues Stromlinienprojekt. Volkhart war bei der Abteilung Flugwesen in Berlin-Adlershof eingeteilt und bekam den Auftrag, einen Kurierwagen zu konstruieren. Der Prototyp Dunker Volkhart V1 wurde in Düsseldorf beim Fahrzeugbauer Dunker gefertigt. Dieser Versuchswagen wurde von einem Ford-Eifel-Motor angetrieben und war entsprechend den Forschungen Koenig-Fachsenfelds stromlinienförmig mit einem langen Heck. Das Projekt wurde 1942 gestoppt, Volkhart legte aber mit ihm den Grundstein für die weiteren Konstruktionen.

## Stromlinienfahrzeug Volkhart V2 Sagitta

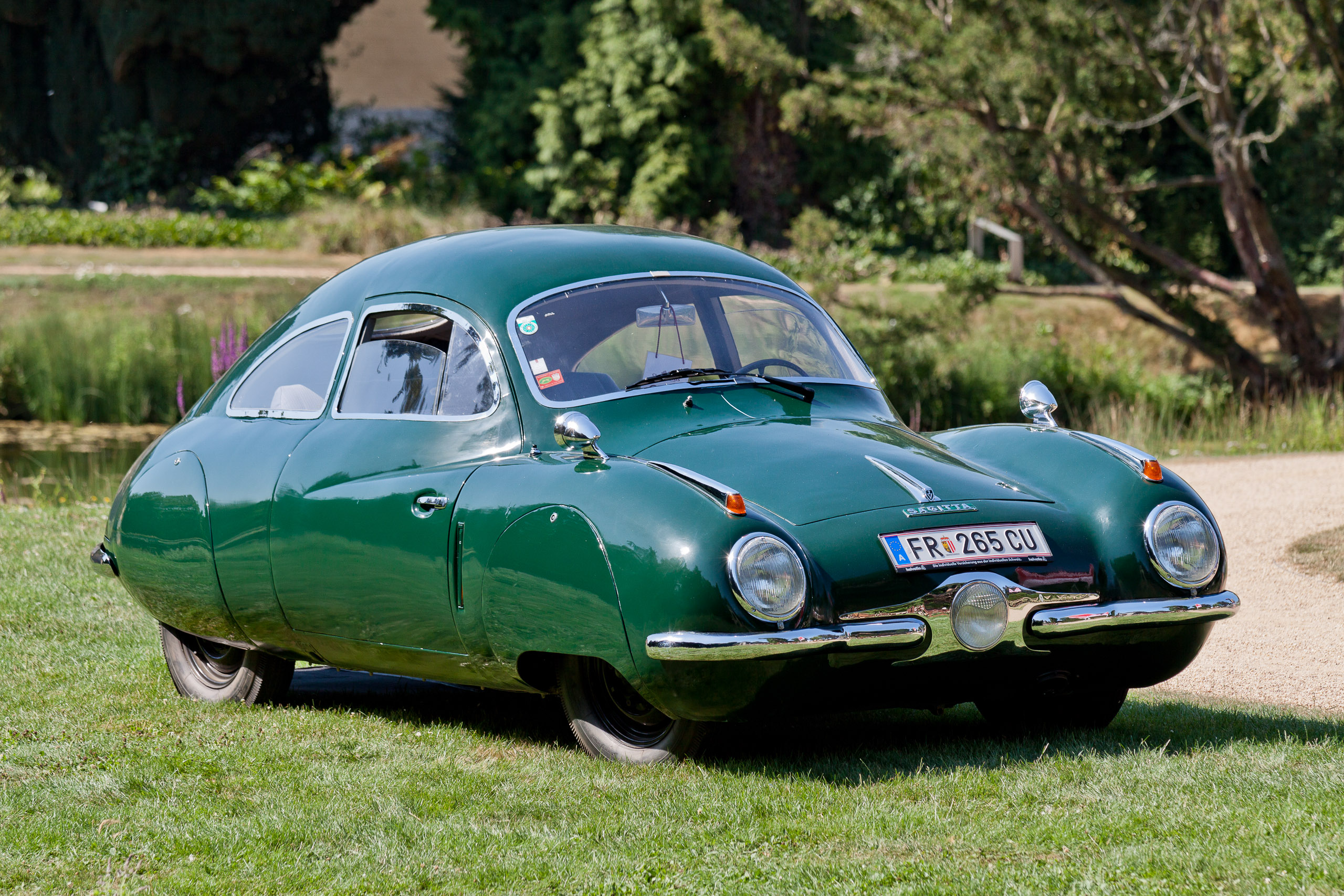
Der Prototyp Volkhart V2 Sagitta bei den Classic Days, Schloss Dyck, 2013

Volkhart hatte bereits 1941 ein Fahrgestell des KdF-Wagens bestellt, das aber erst 1944 ausgeliefert und dann eingelagert wurde.
Nach Ende des Krieges konnte Volkhart mit Duldung und später Unterstützung der britischen Besatzungstruppen sein Projekt fortführen. Zu dem Team gehörten Helmut Fuchs, gelernter Karosseriespengler, Sattlermeister Paul Butzong, ein ehemaliger Flugzeugmechaniker der Firma Gottlob Espenlaub und ein Mechaniker aus dem ehemaligen Flugzeugwerk Bücker. Der Sportwagen wurde in einer Baracke in einem Steinbruch zwischen Essen und Wuppertal zusammengebaut und war bereits Ende 1947 fertig, also vier Monate vor der allgemeinen Freigabe der zivilen Fahrzeugproduktion durch die Besatzungstruppen.
Der 880 kg schwere Volkhart V2 Sagitta hat eine leichte Aluminiumkarosserie auf einem Stahlrohr-Gitterrahmen. Der Name „Sagitta“ kommt aus dem Lateinischen und heißt Pfeil. Im Heck sitzt ein 1,1-Liter-Volkswagen-Boxermotor mit 24,5 PS (18 kW). Dank der strömungsgünstigen Form, die an die des Porsche 356 erinnert, sind 150 km/h möglich.
Der Luftwiderstandsbeiwert (cw) betrug nach Volkharts eigener Aussage 0,165. Das Volkswagen-Werk Wolfsburg überprüfte 2013 in einem seiner Windkanäle den Wagen und maß den noch immer hervorragenden Wert von 0,217 bei einer Stirnfläche von 2,10 m².
Heute ist der vollrestaurierte Prototyp in Privathand. Weitere Fahrzeuge wurden nicht gefertigt.

## Dreiradwagen Pinguin

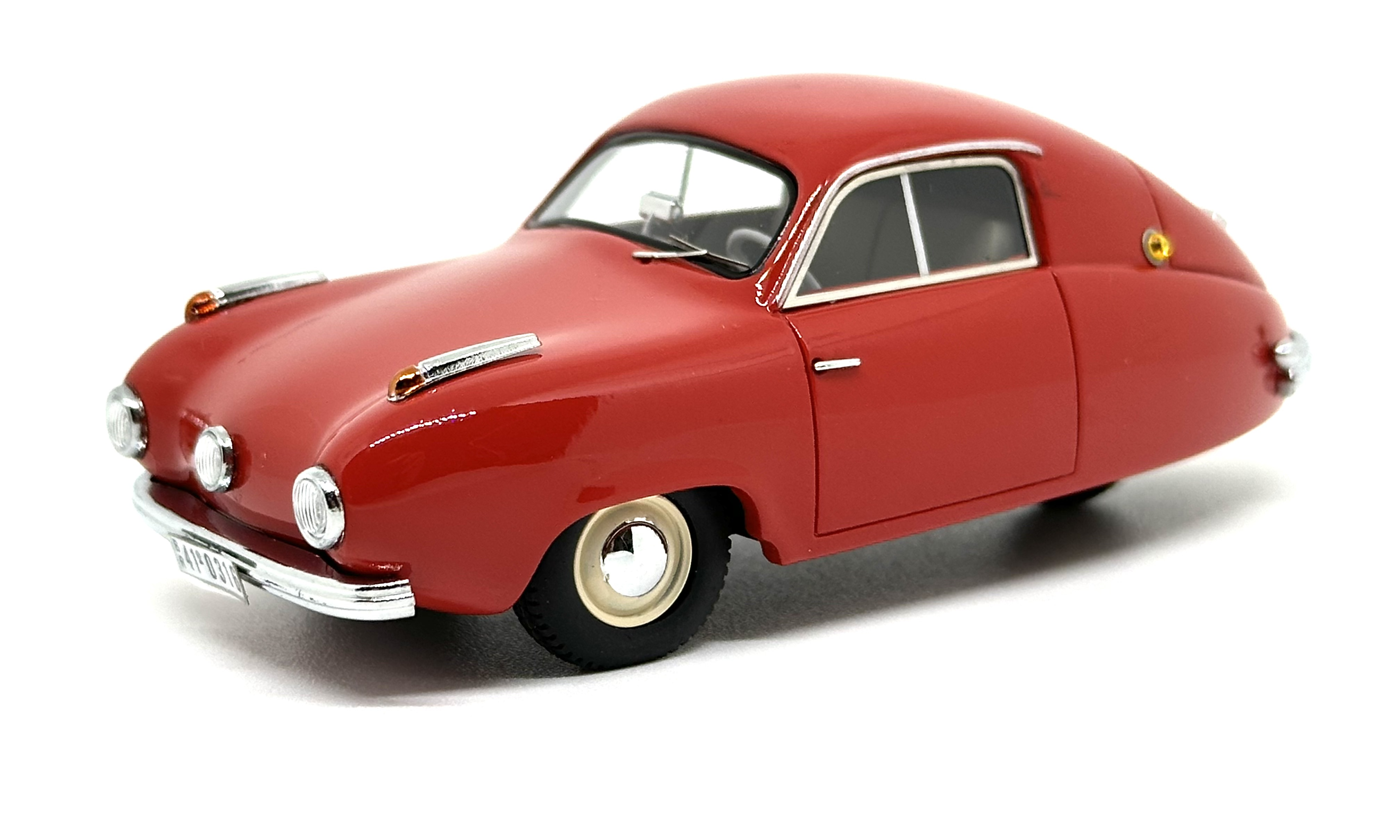
1:43-Modell des Pinguin

Im Mai 1953 gründeten Romanus Müthing, Heinz Elschenbroich und Volkhart in Herne die „M.E.V.-Studiengesellschaft für Kraftfahrzeugentwicklung“. Gemeinsam entwickelten sie einen Dreiradwagen mit einem 200-Kubikzentimeter-Einzylinder-Zweitaktmotor von ILO. Der Markenname war auch bereits festgelegt und erste Prototypen des Pinguin wurden auf dem Zweiradsalon 1953 vorgestellt. Die Front des Fahrzeuges erinnerte mit vielen Details wie den drei Scheinwerfern an den Volkhart V2 Sagitta, nur dass das Heck mit dem einzelnen Hinterrad sehr viel schmaler war. Nach Problemen mit dem Gewicht, der Statik und der Fahrstabilität startete der Konstrukteur des Fuldamobils, Norbert Stevenson, eine Neuentwicklung. Vom Pinguin wurden nur zwölf Fahrzeuge, davon zwei Prototypen, gefertigt. Die Firma wurde aufgelöst und die 12 Fahrzeuge wurden verschrottet. Das war der letzte bekannte Konstruktionsauftrag Volkharts.

## Persönliches
In erster Ehe war Kurt C. Volkhart mit der Fotografin Ilse Forberg verheiratet und hatten einen gemeinsamen Sohn.
Volkhart heiratete dann im Frühjahr 1932 Karolyn Waldenfels-Schlie, die bereits 1929 bei den Demonstrationsfahrten am Nürburgring als seine „Raketen-Beifahrerin“ in Erscheinung trat.

## Die letzten Jahre
Nach Ende des Zweiten Weltkrieges zog Volkhart nach Bielefeld und übernahm im Stadtteil Quelle einen kleinen Lebensmittelladen. Er versuchte immer wieder mit verschiedenen Projekten wie zum Beispiel dem Volkhart V2 Sagitta im Automobilbereich Fuß zu fassen, aber es blieb bei einzelnen Auftragsarbeiten und einem fahrfähigen Einzelstück des Sagitta.
Volkhart starb am 19. November 1959 mit 69 Jahren in Bielefeld.

## Wichtige Rennen und sportliche Erfolge
- 1922 – Eifelrundfahrt rund um Nideggen: Sieger vor Noll und Caracciola auf Steiger[22]
- 1924 – Eifelrundfahrt: 2. Platz in der Klasse über 2 Liter auf Steiger
- 1925 – Taunus-Rennen über 438 km: 3. Platz, vor Alfred Noll auf Dürkopp[43]
- 1928 – II. ADAC Eifelrennen Nürburgring: Ausfall, privater Einsatz auf einem Rovin-JAP
- Oktober 1929 – Goldene ADAC-Medaille: 8-Stunden-Langstreckenfahrt Nürburgring auf Graham-Paige[44]
- Mai 1930 – Klassensieg Eifelrennen 1930 auf der Nürburgring-Südschleife 7,8 km auf seinem privaten Bugatti Type 37 A, einem 1,5-Liter-Kompressor-Wagen, 2:22:5,1 Stunden (97,6 km/h)[45]
- Mitte August 1930 – Freiburger Bergrekord 1930, Schauinsland: 2. in der Klasse bis 1500 cm³ auf Bugatti, 10:11,2 min, nur 33 Sekunden langsamer als Gesamtsieger Caracciola auf 7-Liter-Kompressor-Mercedes
- Ende August 1930 – Bernina-Bergrennen, St. Moritz, Dritter im Gesamtklassement und Klassensieg: bis 1500 cm³, auf Bugatti, Rekord aufgestellt[46]
- September 1930 – Großer Preis der Tschechoslowakei: Circuit von Masaryk, Nähe von Brno, 29,142 km
- Juli 1931 – Start beim Großen Preis von Deutschland auf dem Nürburgring: in Gruppe 2 (bis 1100 cm³) genannt mit Neander[47]
- September 1931 – Hohensyburg-Rundstreckenrennen: Neander-Spezialwagen: in der Klasse bis 1100 cm³ Klassensieger mit 1:10:8 Stunden (Durchschnitt 71 km/h)[35]